# NGC 7802
NGC 7802 (również PGC 81 lub UGC 12902) – galaktyka soczewkowata (S0), znajdująca się w gwiazdozbiorze Ryb. Odkrył ją John Herschel 25 września 1830 roku.